# FK Vardarski
O FK Vardarski é um clube de futebol macedônio com sede em Bogdanci. A equipe compete no Campeonato Macedônio de Futebol.

## História
O clube disputou a primeira divisão.